# Tony Randall
Tony Randall (Tulsa, 26 de febrer de 1920 - Nova York, 17 de maig de 2004) va ser un actor, còmic, productor i director estatunidenc.
El seu nom autèntic era Arthur Leonard Rosenberg i era de família jueva d'Oklahoma, els seus pares eren venedors d'antiguitats.
A nova York estudià a l'escola de teatre de Neighborhood Playhouse School of the Theatre. Estudià sota Sanford Meisner i la coreògrafa Martha Graham cap a 1935. Començà a treballar sota el nom d'Anthony Randall amb Jane Cowl en l'obra de George Bernard Shaw Candida i amb Ethel Barrymore en l'obra d'Emlyn Williams The Corn Is Green. Durant 4 anys va servir a l'exèrcit dels Estats Units a la Segona guerra Mundial.

## Carrera
Randall començà en papers menors als teatres de Broadway. El seu paper principal a Broadway va ser a Inherit the Wind el 1955. El 1958 tingué el paper principal a la comèdia musical Oh, Captain! que encara que fracassà comercialment Randall va rebre una nominació al Premi Tony pel seu ball amb la ballarina Alexandra Danilova.

### Televisió
Treballà principalment a la televisió per exemple en la sèrie Mr. Peepers (1952–1955) i en "The Secret of Freedom" (1959).
El 1970 retornà a la televisió amb la sèrie The Odd Couple, durant cinc anys.
Tingué el seu propi espectacle televisiu: The Tony Randall Show.

## Filmografia
| Any  | Títol                                                                     | Paper                                                                | Notes                    |
| ---- | ------------------------------------------------------------------------- | -------------------------------------------------------------------- | ------------------------ |
| 1957 | Oh, Men! Oh, Women!                                                       | Cobbler                                                              |                          |
| 1957 | Will Success Spoil Rock Hunter?                                           | Rockwell P. Hunter/Ell mateix/Lover Doll                             |                          |
| 1957 | No Down Payment                                                           | Jerry Flagg                                                          |                          |
| 1959 | The Mating Game                                                           | Lorenzo Charlton                                                     |                          |
| 1959 | Pillow Talk                                                               | Jonathan Forbes                                                      |                          |
| 1960 | The Adventures of Huckleberry Finn                                        | The King of France                                                   |                          |
| 1960 | Let's Make Love                                                           | Alexander Coffman                                                    |                          |
| 1961 | Lover Come Back                                                           | Peter 'Pete' Ramsey                                                  |                          |
| 1962 | Boys' Night Out                                                           | George Drayton                                                       |                          |
| 1962 | Two Weeks in Another Town                                                 | Ad Lib in Lounge                                                     |                          |
| 1963 | Island of Love                                                            | Paul Ferris                                                          |                          |
| 1964 | 7 Faces of Dr. Lao                                                        | Dr. Lao / Merlin / Pan / Abominable Snowman / Medusa / Giant Serpent |                          |
| 1964 | The Brass Bottle                                                          | Harold Ventimore                                                     |                          |
| 1964 | Robin and the 7 Hoods                                                     | Hood                                                                 |                          |
| 1964 | Send Me No Flowers                                                        | Arnold                                                               |                          |
| 1965 | Fluffy                                                                    | Prof. Daniel Potter                                                  |                          |
| 1965 | The Alphabet Murders                                                      | Hercule Poirot                                                       |                          |
| 1966 | Our Man in Marrakesh                                                      | Andrew Jessel                                                        |                          |
| 1969 | Hello Down There                                                          | Fred Miller                                                          |                          |
| 1972 | Everything You Always Wanted to Know About Sex* (*But Were Afraid to Ask) | The Operator                                                         |                          |
| 1979 | Deixalles valuoses (Scavenger Hunt)                                       | Henry Motley                                                         |                          |
| 1980 | The Gong Show Movie                                                       | Performer in Tuxedo                                                  |                          |
| 1980 | Foolin' Around                                                            | Peddicord                                                            |                          |
| 1983 | The King of Comedy                                                        | Ell mateix                                                           |                          |
| 1986 | My Little Pony: The Movie                                                 | The Moochick                                                         | (veu)                    |
| 1987 | The Gnomes' Great Adventure                                               | Gnome King/Ghost of the Black Lake                                   | (veu)                    |
| 1988 | The Man in the Brown Suit                                                 | Rev. Edward Chicester/Miss Wilke/Stewardess                          | Agatha Christie TV Movie |
| 1989 | It Had to Be You                                                          | Milton                                                               |                          |
| 1989 | That's Adequate                                                           | Host                                                                 |                          |
| 1990 | Gremlins 2: la nova generació (Gremlins 2: The New Batch)                 | Brain Gremlin                                                        | (veu)                    |
| 1991 | The Boss                                                                  | narrador                                                             | (veu)                    |
| 1993 | Distracció Fatal (Fatal Instinct)                                         | Jutge Skanky                                                         |                          |
| 1996 | How the Toys Saved Christmas                                              | Mr. Grimm                                                            | (veu)                    |
| 2003 | Fora l'amor                                                               | Theodore Banner                                                      |                          |
| 2005 | It's About Time                                                           | Mr. Rosenberg                                                        |                          |

## Premis i nominacions
Randall va ser nominat per cinc premis Golden Globe i doso Premi Emmys, en va guanyar un el 1975 per la sèrie The Odd Couple. El 1993, rebé la medalla d'or de The Hundred Year Association of New York. La Pace University el va fer doctor honoris causa en belles arts el 2003.